# Amersfoort
Amersfoort (phát âmⓘ) là một thành phố Hà Lan. Thành phố này thuộc tỉnh Utrecht. Thành phố Amersfoort có diện tích đất km², dân số 144.879 người (thời điểm năm 2009). Đây là thành phố đông dân thứ 15 tại Hà Lan. Thành phố phát triển nhanh chóng nhưng bảo tồn tốt trung tâm Trung cổ. Thành phố Amersfoort là một trong những điểm giao cắt đường sắt lớn của Hà Lan do vị trí ở các tuyến đường ray bắc nam và đông-tây. Năm 2009 thành phố kỷ niệm 750 năm thành lập.

## Các trung tâm dân cư
Đô thị Amersfoort gồm các khu vực dân cư sau: Bergkwartier, Bosgebied, Binnenstad, Hoogland, Hoogland-West, Kattenbroek, Kruiskamp, de Koppel, Liendert, Rustenburg, Nieuwland, Randenbroek, Schuilenburg, Schothorst, Soesterkwartier, Vathorst, Hooglanderveen, Vermeerkwartier, Leusderkwartier, Zielhorst en Stoutenburg-Noord.